# Domo.ro
Domo.ro este o companie de retail de electronice, electrocasnice și IT&C din România.
A fost înființată în anul 1994 de omul de afaceri Lorand Szarvadi ca importator de produse Zanussi, Bosch, Electrolux și Siemens.
În februarie 2011, compania avea 132 de magazine (126 de unități Domo și 6 magazine Technomarket) cu o suprafață totală de aproape 80.000 de metri pătrați.
Principalii concurenți ai Domo sunt Altex, Flanco, precum și eMag.
În iulie 2007, fondul de investiții de private equity Equest Investment Balkans a preluat, prin subsidiara Lynx Property, 75% din acțiunile Domo pentru suma de 62,5 milioane de euro.
Equest a cumpărat anterior și principalul retailer de electronice și electrocasnice de pe piața bulgară, Technomarket.
Ambele companii au fost ulterior integrate în grupul TechnomarketDomo.
Lanțul de magazine Technomarket a fost lansat în anul 1999 de omul de afaceri bulgar Nikolai Kitov.
În mai 2009, Domo a achiziționat rețeaua de nouă magazine Electro World din Ungaria, cu o suprafață medie de vânzare de 5.000 mp.
Număr de angajați:
- 2014: 1.000 [10]
- 2011: 1.650 [11]
- 2008: 1.600 [1]

Cifra de afaceri:
- 2013: 132 de milioane euro [10]
- 2010: 180 de milioane euro[11]
- 2009: 170 de milioane euro[12]
- 2008: 203 milioane euro[13]
- 2007: 20 milioane euro [14]

În anul 2015, s-au închis magazinele și s-a transformat în site.